# Megapodagrionidae
Megapodagrionidae är en familj av trollsländor. Megapodagrionidae ingår i överfamiljen Lestoidea, ordningen trollsländor, klassen egentliga insekter, fylumet leddjur och riket djur. Enligt Catalogue of Life omfattar familjen Megapodagrionidae 297 arter. 

## Bildgalleri

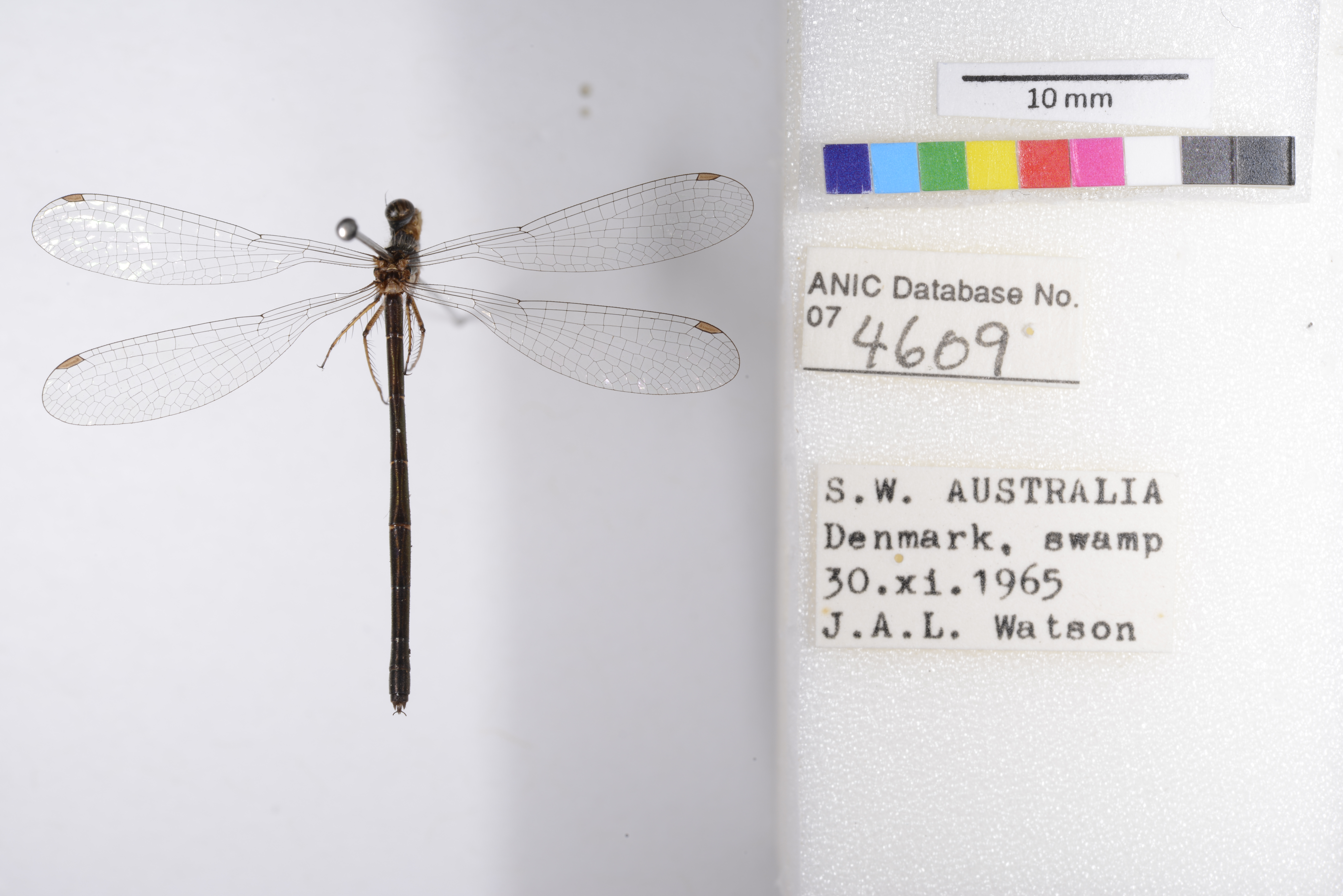
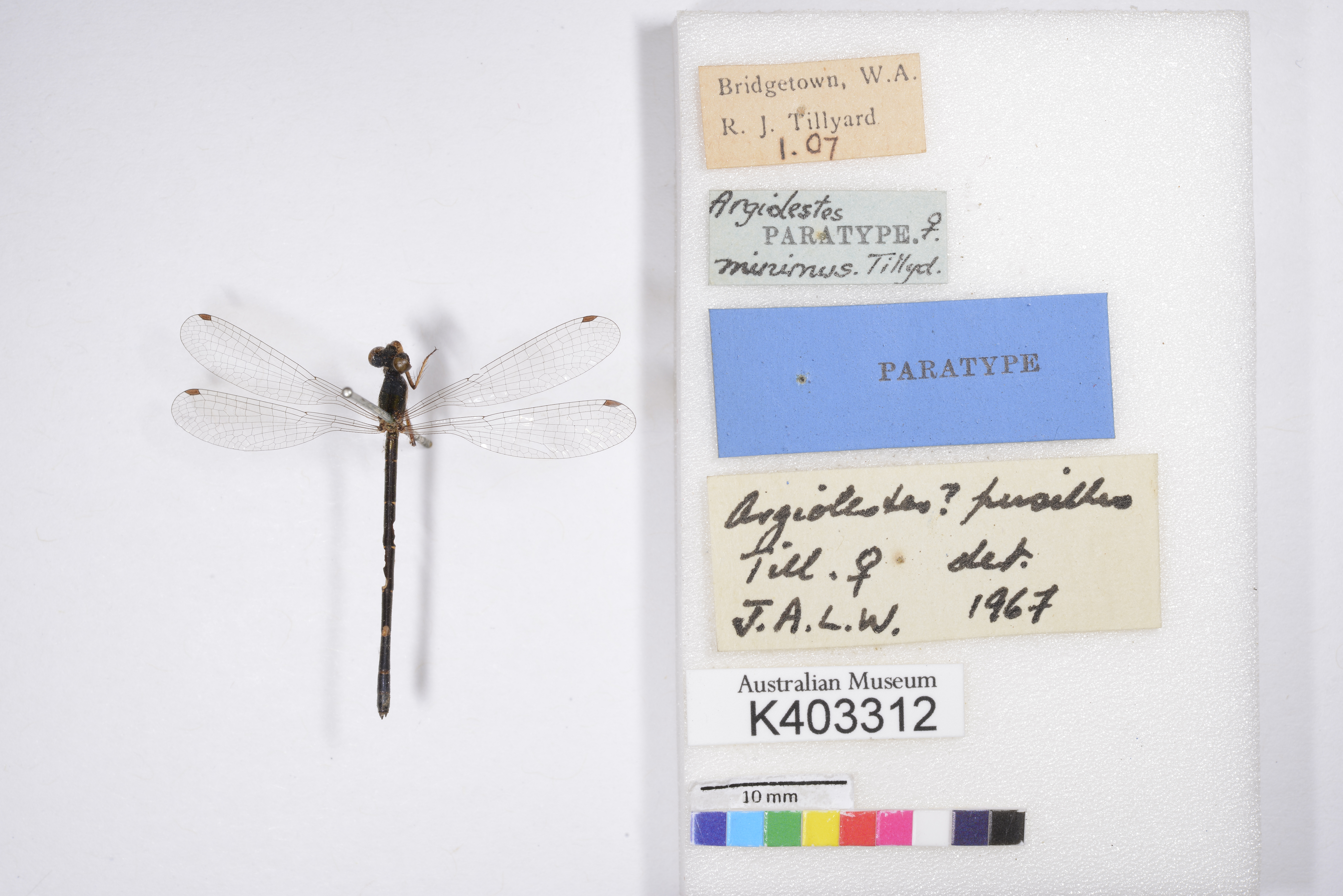
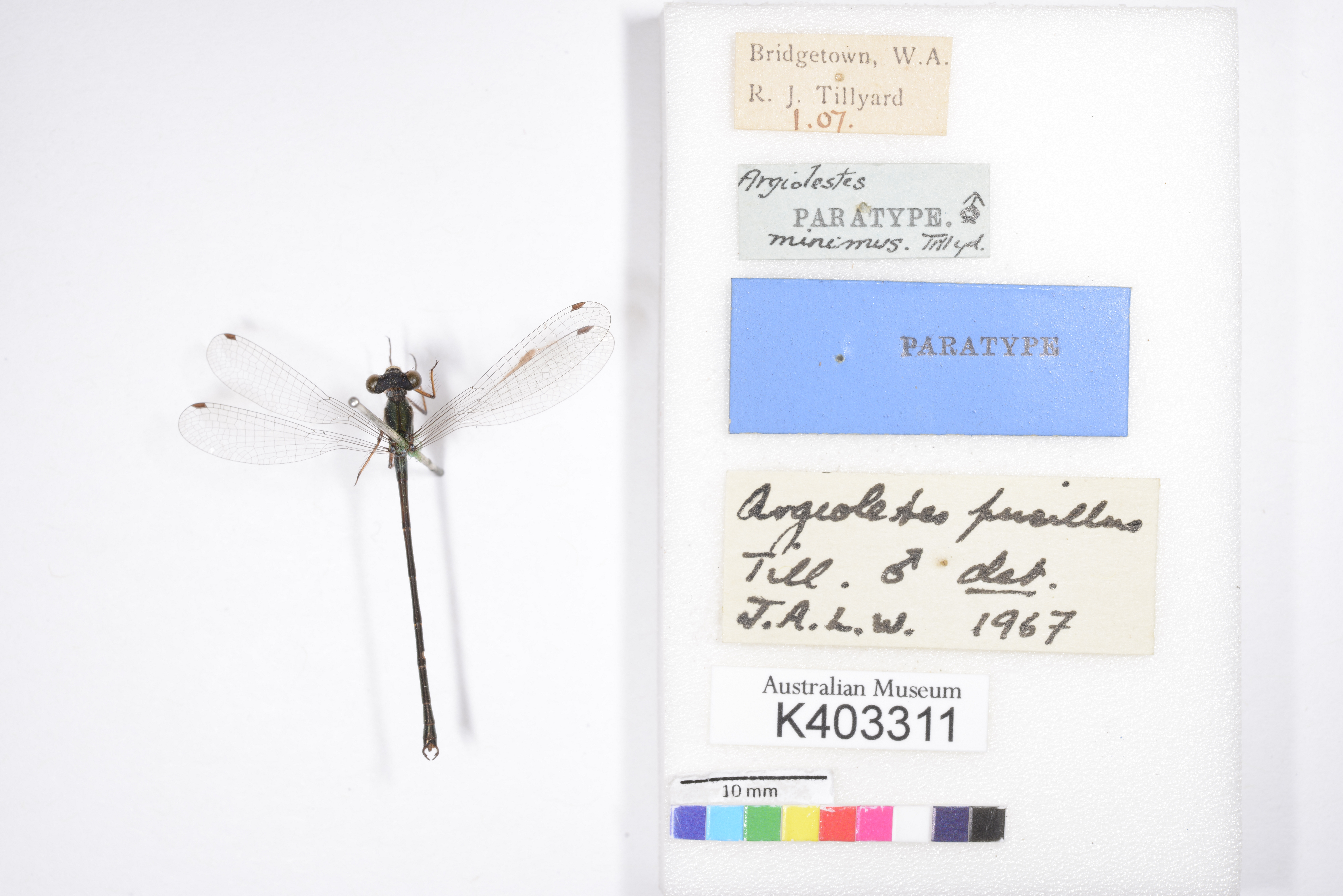
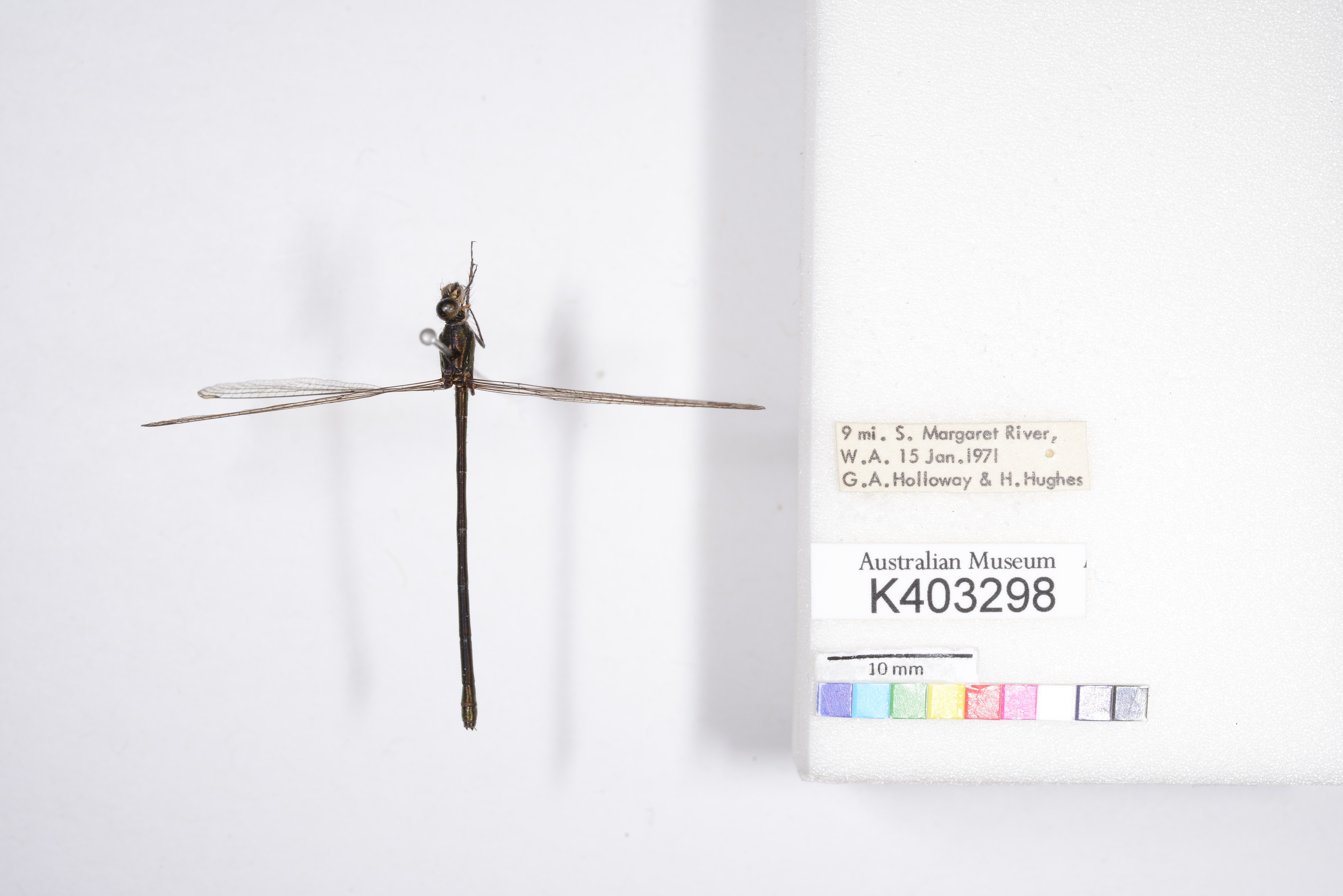
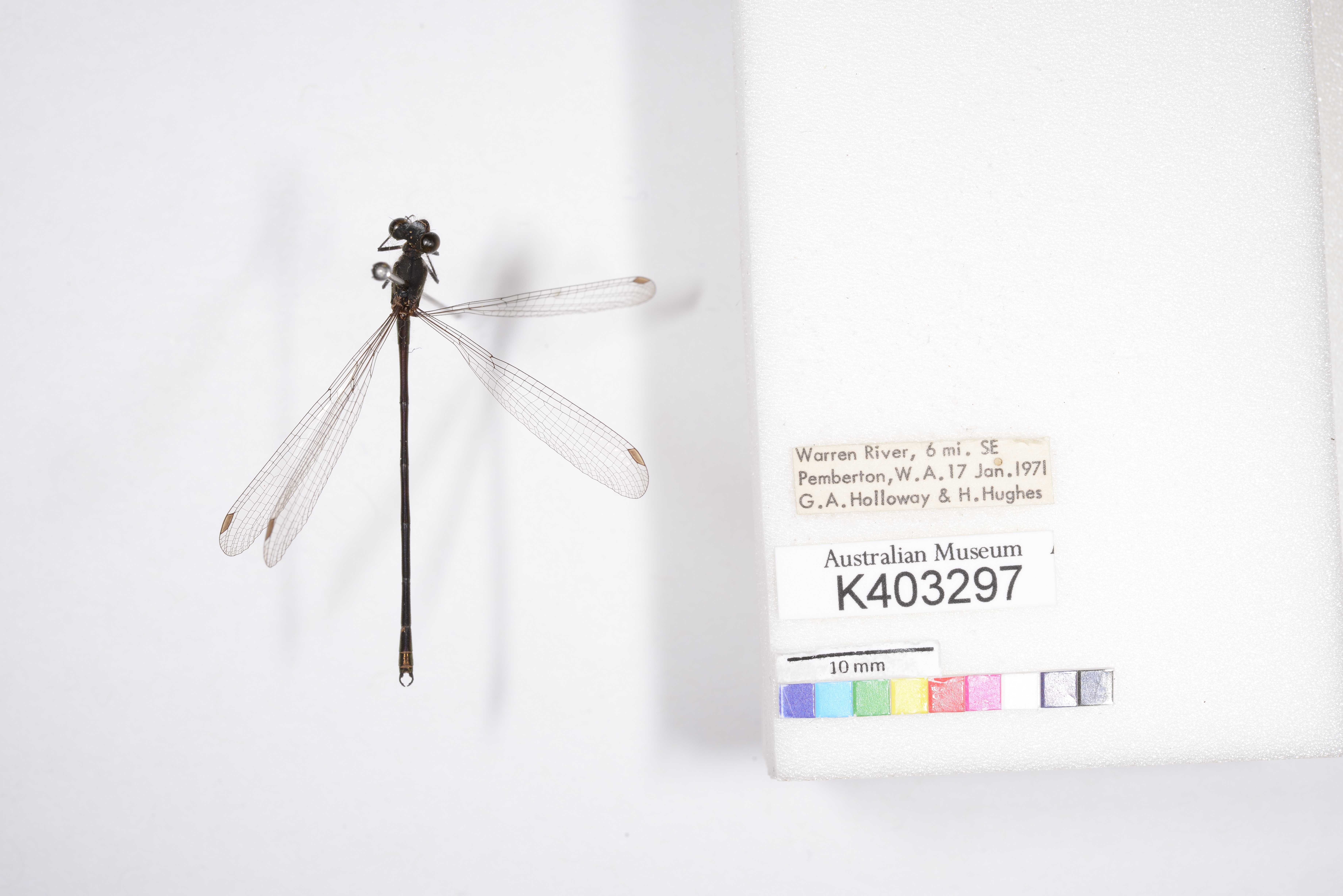

## Dottertaxa till Megapodagrionidae, i alfabetisk ordning[1]
- Agriomorpha
- Allolestes
- Allopodagrion
- Amanipodagrion
- Archaeopodagrion
- Argiolestes
- Arrhenocnemis
- Austroargiolestes
- Bornargiolestes
- Burmargiolestes
- Caledargiolestes
- Caledopteryx
- Calilestes
- Celebargiolestes
- Dimeragrion
- Griseargiolestes
- Heteragrion
- Heteropodagrion
- Hypolestes
- Megapodagrion
- Mesagrion
- Mesopodagrion
- Nesolestes
- Neurolestes
- Oxystigma
- Paraphlebia
- Philogenia
- Philosina
- Podolestes
- Podopteryx
- Priscagrion
- Protolestes
- Rhinagrion
- Rhipidolestes
- Sciotropis
- Tatocnemis
- Teinopodagrion
- Thaumatoneura
- Trineuragrion